# Casa a la Clota
La Casa a la Clota és una obra de Barcelona inclosa a l'Inventari del Patrimoni Arquitectònic de Catalunya.

## Descripció
Aquest projecte, al barri de la Clota (Vall d'Hebron), és el resultat de la unió de dos edificis preexistents situats entre mitgeres i de dues plantes cadascun. Amb la reforma es van unir ambdós habitatges, amb un estudi biblioteca com a peça significativa. Un dels edificis va conservar la seva estructura general, on es van situar la sala d'estar, el menjador i la cuina (a la planta baixa), i tres dormitoris (al pis superior). A l'altre immoble es van realitzar les reformes més dràstiques: es van buidar parcialment el forjat i la coberta del centre de la planta i es va construir una passarel·la amb una lluerna, que permet l'entrada de llum zenital a l'interior. Parets, bigues i sostres es van deixar parcialment vistos. Donat que els espais són de dimensions molt reduïdes, es van crear obertures entre les diferents sales per reduir espai i es va construir una nova façana -que dona al jardí- per ampliar l'habitatge.

## Història
Obra dels arquitectes Enric Miralles i Benedetta Tagliabue. Es va construir entre els anys 1998 i 1999.